# Campeonato Argentino de Básquet 2019
La edición 2019 del Campeonato Argentino de Selecciones fue la octogésima quinta edición de esta competencia nacional de mayores. El campeón fue Formosa que derrotó en el partido final 81-78 al seleccionado de Corrientes.

### Fase de grupos
Los doce equipos se dividieron mediante sorteo en cuatro grupos de tres equipos cada uno. Los dos mejores de cada grupo avanzaron a la fase campeonato.
- Grupo A: 19, 20 y 21 de agosto, en el Estadio Centenario, Formosa.
- Grupo B: 19, 20 y 21 de agosto, en el Estadio Centenario, Formosa.
- Grupo C: 19, 20 y 21 de agosto, en el Estadio Cincuentenario, Formosa.
- Grupo D: 19, 20 y 21 de agosto, en el Estadio Cincuentenario, Formosa.
- Interzonal A-B: 19, 20 y 21 de agosto, en el Estadio Centenario, Formosa.
- Interzonal C-D: 19, 20 y 21 de agosto, en el Estadio Cincuentenario,  Formosa.

## Fase permanencia
Los ubicados últimos de cada grupo se reordenaron del 9.º al 12.º donde jugaron  el 9.º contra el 12.º  y el 10.º contra el 11.º. Los perdedores de cada cruce descendieron al "Campeonato Promocional".

## Fase campeonato
Clasificaron a esta fase los ubicados en la primera y segunda posición de cada grupo. Estos ocho equipos jugaron cuartos de final, semifinal y final. De esta manera jugaron el 1.º contra el 2.º y así sucesivamente.
- Cuartos de final: 23 de agosto, en el Estadio Centenario y en el Estadio Cincuentenario, Formosa.
- Semifinal: 24 de agosto, en el Estadio Cincuentenario, Formosa.
- Final: 25 de agosto, en el Estadio Cincuentenario, Formosa.

## Fase de grupos

### Grupo A
| Equipo              | Pts | PJ | PG | PP | PF  | PC  | Dif |
| ------------------- | --- | -- | -- | -- | --- | --- | --- |
| Entre Ríos          | 5   | 3  | 2  | 1  | 243 | 237 | 6   |
| Chaco               | 5   | 3  | 2  | 1  | 253 | 219 | 34  |
| Santiago del Estero | 3   | 3  | 0  | 3  | 211 | 266 | -55 |

|  |                                    |
|  | Clasificados a la fase campeonato. |
|  | Clasificado a la fase permanencia. |

| 19 de agosto, 15:00 | Entre Ríos | 73–71   | Chaco | Formosa                      |  |
|                     |            |         |       |                              |  |
|                     |            | Reporte |       | Pabellón: Estadio Centenario |  |

| 20 de agosto, 18:30 | Santiago del Estero | 70–77   | Entre Ríos | Formosa                      |  |
|                     |                     |         |            |                              |  |
|                     |                     | Reporte |            | Pabellón: Estadio Centenario |  |

| 21 de agosto, 18:30 | Chaco | 103–78  | Santiago del Estero | Formosa                      |  |
|                     |       |         |                     |                              |  |
|                     |       | Reporte |                     | Pabellón: Estadio centenario |  |

### Grupo B
| Equipo   | Pts | PJ | PG | PP | PF  | PC  | Dif |
| -------- | --- | -- | -- | -- | --- | --- | --- |
| Formosa  | 5   | 3  | 2  | 1  | 262 | 218 | 44  |
| Misiones | 5   | 3  | 2  | 1  | 220 | 241 | -21 |
| Mendoza  | 4   | 3  | 1  | 2  | 227 | 235 | -8  |

|  |                                    |
|  | Clasificados a la fase campeonato. |
|  | Clasificado a la fase permanencia. |

| 19 de agosto, 17:30 | Mendoza | 63–65   | Misiones | Formosa                      |  |
|                     |         |         |          |                              |  |
|                     |         | Reporte |          | Pabellón: Estadio Centenario |  |

| 20 de agosto, 21:30 | Formosa | 85–59   | Misiones | Formosa                      |  |
|                     |         |         |          |                              |  |
|                     |         | Reporte |          | Pabellón: Estadio Centenario |  |

| 21 de agosto, 21:30 | Formosa | 91–96   | Mendoza | Formosa                      |  |
|                     |         |         |         |                              |  |
|                     |         | Reporte |         | Pabellón: Estadio Centenario |  |

#### Interzonal A-B
| 19 de agosto, 21:30 | Formosa | 86–63   | Santiago del Estero | Formosa                      |  |
|                     |         |         |                     |                              |  |
|                     |         | Reporte |                     | Pabellón: Estadio Centenario |  |

| 20 de agosto, 15:30 | Chaco | 79–68   | Mendoza | Formosa                      |  |
|                     |       |         |         |                              |  |
|                     |       | Reporte |         | Pabellón: Estadio Centenario |  |

| 21 de agosto, 15:30 | Entre Ríos | 93–96   | Misiones | Formosa                      |  |
|                     |            |         |          |                              |  |
|                     |            | Reporte |          | Pabellón: Estadio Centenario |  |

### Grupo C
| Equipo           | Pts | PJ | PG | PP | PF  | PC  | Dif  |
| ---------------- | --- | -- | -- | -- | --- | --- | ---- |
| Buenos Aires     | 5   | 3  | 2  | 1  | 264 | 212 | 52   |
| Corrientes       | 5   | 3  | 2  | 1  | 241 | 221 | 20   |
| Tierra del Fuego | 3   | 3  | 0  | 3  | 192 | 293 | -101 |

|  |                                    |
|  | Clasificados a la fase campeonato. |
|  | Clasificado a la fase permanencia. |

| 19 de agosto, 13:00 | Buenos Aires | 74–67   | Corrientes | Formosa                          |  |
|                     |              |         |            |                                  |  |
|                     |              | Reporte |            | Pabellón: Estadio Cincuentenario |  |

| 20 de agosto, 15:00 | Tierra del Fuego | 64–110  | Buenos Aires | Formosa                          |  |
|                     |                  |         |              |                                  |  |
|                     |                  | Reporte |              | Pabellón: Estadio Cincuentenario |  |

| 21 de agosto, 15:00 | Tierra del Fuego | 74–85   | Corrientes | Formosa                          |  |
|                     |                  |         |            |                                  |  |
|                     |                  | Reporte |            | Pabellón: Estadio Cincuentenario |  |

### Grupo D
| Equipo   | Pts | PJ | PG | PP | PF  | PC  | Dif |
| -------- | --- | -- | -- | -- | --- | --- | --- |
| Santa Fe | 5   | 3  | 2  | 1  | 238 | 249 | -11 |
| Córdoba  | 5   | 3  | 2  | 1  | 242 | 244 | -2  |
| Tucumán  | 4   | 3  | 1  | 2  | 244 | 202 | 42  |

|  |                                    |
|  | Clasificados a la fase campeonato. |
|  | Clasificado a la fase permanencia. |

| 19 de agosto, 15:15 | Santa Fe | 91–87   | Córdoba | Formosa                          |  |
|                     |          |         |         |                                  |  |
|                     |          | Reporte |         | Pabellón: Estadio Cincuentenario |  |

| 20 de agosto, 20:00 | Córdoba | 74–73   | Tucumán | Formosa                          |  |
|                     |         |         |         |                                  |  |
|                     |         | Reporte |         | Pabellón: Estadio Cincuentenario |  |

| 21 de agosto, 17:30 | Santa Fe | 74–73   | Tucumán | Formosa                          |  |
|                     |          |         |         |                                  |  |
|                     |          | Reporte |         | Pabellón: Estadio Cincuentenario |  |

#### Interzonal C-D
| 19 de agosto, 17:30 | Tucumán | 98–54   | Tierra del Fuego | Formosa                          |  |
|                     |         |         |                  |                                  |  |
|                     |         | Reporte |                  | Pabellón: Estadio Cincuentenario |  |

| 20 de agosto, 17:30 | Corrientes | 89–73   | Santa Fe | Formosa                          |  |
|                     |            |         |          |                                  |  |
|                     |            | Reporte |          | Pabellón: Estadio Cincuentenario |  |

| 21 de agosto, 20:00 | Buenos Aires | 80–81   | Córdoba | Formosa                          |  |
|                     |              |         |         |                                  |  |
|                     |              | Reporte |         | Pabellón: Estadio Cincuentenario |  |

## Fase permanencia
| 22 de agosto, 17:00 | Mendoza | 78–76   | Santiago del Estero | Formosa                      |  |
|                     |         |         |                     |                              |  |
|                     |         | Reporte |                     | Pabellón: Estadio Centenario |  |

| 22 de agosto, 20:00 | Tucumán | 75–62   | Tierra del Fuego | Formosa                      |  |
|                     |         |         |                  |                              |  |
|                     |         | Reporte |                  | Pabellón: Estadio Centenario |  |

### Noveno puesto
| 23 de agosto, 12:00 | Mendoza | 71–73   | Tucumán | Formosa                      |  |
|                     |         |         |         |                              |  |
|                     |         | Reporte |         | Pabellón: Estadio Centenario |  |

## Fase campeonato
|  | Cuartos de final | Cuartos de final | Cuartos de final |            |     | Semifinal    | Semifinal | Semifinal |  |     | Final      | Final | Final |  |
|  |                  |                  |                  |            |     |              |           |           |  |     |            |       |       |  |
|  |                  |                  |                  |            |     |              |           |           |  |     |            |       |       |  |
|  | 1.º              | Buenos Aires     | 85               |            |     |              |           |           |  |     |            |       |       |  |
|  | 1.º              | Buenos Aires     | 85               |            |     |              |           |           |  |     |            |       |       |  |
|  | 8.º              | Chaco            | 82               |            |     |              |           |           |  |     |            |       |       |  |
|  | 8.º              | Chaco            | 82               |            | 1.º | Buenos Aires | 75        |           |  |     |            |       |       |  |
|  |                  |                  |                  |            | 1.º | Buenos Aires | 75        |           |  |     |            |       |       |  |
|  |                  |                  | 4.º              | Corrientes | 81  |              |           |           |  |     |            |       |       |  |
|  | 4.º              | Corrientes       | 4.º              | Corrientes | 81  | 83           |           |           |  |     |            |       |       |  |
|  | 4.º              | Corrientes       |                  |            |     |              |           |           |  |     |            |       |       |  |
|  | 5.º              | Entre Ríos       | 80               |            |     |              |           |           |  |     |            |       |       |  |
|  | 5.º              | Entre Ríos       | 80               |            |     |              |           |           |  | 4.º | Corrientes | 78    |       |  |
|  |                  |                  |                  |            |     |              |           |           |  | 4.º | Corrientes | 78    |       |  |
|  |                  |                  | 2.º              | Formosa    | 81  |              |           |           |  |     |            |       |       |  |
|  | 2.º              | Formosa          | 2.º              | Formosa    | 81  | 97           |           |           |  |     |            |       |       |  |
|  | 2.º              | Formosa          |                  |            |     |              |           |           |  |     |            |       |       |  |
|  | 7.º              | Córdoba          | 81               |            |     |              |           |           |  |     |            |       |       |  |
|  | 7.º              | Córdoba          | 81               |            | 2.º | Formosa      | 104       |           |  |     |            |       |       |  |
|  |                  |                  |                  |            | 2.º | Formosa      | 104       |           |  |     |            |       |       |  |
|  |                  |                  | 3.º              | Santa Fe   | 95  |              |           |           |  |     |            |       |       |  |
|  | 3.º              | Santa Fe         | 3.º              | Santa Fe   | 95  | 93           |           |           |  |     |            |       |       |  |
|  | 3.º              | Santa Fe         |                  |            |     |              |           |           |  |     |            |       |       |  |
|  | 6.º              | Misiones         | 74               |            |     |              |           |           |  |     |            |       |       |  |
|  | 6.º              | Misiones         | 74               |            |     |              |           |           |  |     |            |       |       |  |
|  |                  |                  |                  |            |     |              |           |           |  |     |            |       |       |  |

### Cuartos de final
| 23 de agosto, 18:00 | Buenos Aires | 85–82   | Chaco | Formosa                          |  |
|                     |              |         |       |                                  |  |
|                     |              | Reporte |       | Pabellón: Estadio Cincuentenario |  |

| 23 de agosto, 18:30 | Santa Fe | 93–74   | Misiones | Formosa                      |  |
|                     |          |         |          |                              |  |
|                     |          | Reporte |          | Pabellón: Estadio Centenario |  |

| 23 de agosto, 20:30 | Entre Ríos | 80–83   | Corrientes | Formosa                          |  |
|                     |            |         |            |                                  |  |
|                     |            | Reporte |            | Pabellón: Estadio Cincuentenario |  |

| 23 de agosto, 21:30 | Formosa | 97–81   | Córdoba | Formosa                      |  |
|                     |         |         |         |                              |  |
|                     |         | Reporte |         | Pabellón: Estadio Centenario |  |

### Semifinal
| 24 de agosto, 19:00 | Corrientes | 81–75   | Buenos Aires | Formosa                          |  |
|                     |            |         |              |                                  |  |
|                     |            | Reporte |              | Pabellón: Estadio Cincuentenario |  |

| 24 de agosto, 21:30 | Formosa | 104–95  | Santa Fe | Formosa                          |  |
|                     |         |         |          |                                  |  |
|                     |         | Reporte |          | Pabellón: Estadio Cincuentenario |  |

### Tercer puesto
| 25 de agosto, 19:00 | Buenos Aires | 100–92  | Santa Fe | Formosa                          |  |
|                     |              |         |          |                                  |  |
|                     |              | Reporte |          | Pabellón: Estadio Cincuentenario |  |

### Final
| 25 de agosto, 21:30 | Formosa | 81–78   | Corrientes | Formosa                          |  |
|                     |         |         |            |                                  |  |
|                     |         | Reporte |            | Pabellón: Estadio Cincuentenario |  |

Provincia de Formosa

Campeón

Primer título

## Plantel campeón
referencia: CABB.
- Sergio Mora
- Mariano Gómez
- Alexis Elsener
- Carlos Benítez Gavilán
- Javier Cáceres
- Maximiliano Ríos
- Luciano Cárdenas
- Emiliano Giménez
- Facundo González
- Nahuel Vicentín
- Lautaro Cabrera
- Elías Iñiguez

Entrenador: Félix Medina